# Андерссон, Памела
Памела Кристина Альселинд (англ. Pamela Kristina Alselind), более известная под девичьей фамилией Андерссон (швед. Pamela Andersson), род. 13 марта 1965 года) — шведская спортивная журналистка и телеведущая.

## Биография
Родилась 13 марта 1965 года.
С 1993 года работала ведущей спортивных новостей в утреннем шоу Gomorron Sverige на государственном канале SVT. Вела новости более двадцати лет, и покинула шоу только в 2017 году (после его закрытия).
С 1995 года пишет статьи для газеты Dagens Nyheter,  в 1995—2000 годах писала для газеты Expressen, также сотрудничала с женским журналом Amelia. С 2010 года является главным редактором журнала S., в прошлом редактировала журнал Queen. Член Стокгольмского клуба спортивных журналистов.
В 2006 году приняла участие в игровой программе På spåret в паре с актёром Томасом Больме.
Болела раком, но смогла победить болезнь.